# Diostracus yatai
Diostracus yatai är en tvåvingeart som beskrevs av Kazuhiro Masunaga 2000. Diostracus yatai ingår i släktet Diostracus och familjen styltflugor. Inga underarter finns listade i Catalogue of Life.